# Яковлев, Евгений Алексеевич
Евгений Алексеевич Яковлев (род. 27 февраля 1937, село  Большое Плоское) — советский сельскохозяйственный деятель, Герой Социалистического Труда (1975).

## Биография
Родился 27 февраля 1937 года в селе Большое Плоское. Свою трудовую деятельность начал стеклодувом на Калашниковском электроламповом заводе.
Работал токарем и слесарем, а затем окончил среднее профессионально-техническое училище.
Евгений Яковлев возглавлял хозрасчетное звено в Всесоюзном научно-исследовательском институте льна. Под руководством Яковлева сотрудники звена одними из первых освоили льнокомбайны, внедрили поточную технологию на возделывании льна и других культур. Это был прорыв в механизации сельскохозяйственного производства. 
Указом Президиума Верховного Совета СССР от 10 февраля 1975 года за выдающиеся успехи, достигнутые во Всесоюзном социалистическом соревновании Евгению Алексеевичу Якволеву было присвоено звание Героя Социалистического Труда с вручением ордена Ленина и Золотой медали «Серп и Молот». В 1972 и 1981 годах  Яковлев был награждён орденами Трудового Красного Знамени. 
Живёт в Торжокском районе.